# Gheorghe Bibescu
Gheorghe Bibescu (n. 26 aprilie 1802, Craiova, Țara Românească – d. 1 iunie 1873, Paris, Franța) a fost domn al Țării Românești în perioada 1 ianuarie 1843 - 13/25 iunie 1848.

## Biografie
Gheorghe Bibescu era descendent direct al domnului Constantin Brâncoveanu. Era frate cu principele Barbu Știrbei.
După ce și-a făcut studiile (dreptul) la București și Paris, a intrat în 1824 în administrația publică a țării, la Ministerul de Justiție și de Externe, dar a demisionat în 1834, trăind până la 1842 la Paris și Viena. Reîntors în țară, a condus opoziția împotriva domnului Alexandru D. Ghica și a reușit să câștige alegerile din 20 decembrie 1842, cu circa 69% dintre voturi.
Ca domn a luat unele măsuri bune: a mărit armata numeric, a pus ordine în finanțele țării, i-a ajutat pe sinistrații bucureșteni care și-au pierdut casele în urma unui incendiu în ziua de Paști a lui 1847. Domnia lui a suferit din cauza influenței covârșitoare a Rusiei. Concesia minelor dată rusului Trandafiloff, produce mari nemulțumiri, iar adunarea țării o anulează. Bibescu însă, suspendă adunarea "pentru rele aplicări și gândiri", după care a condus autoritar țara, prin decrete, până în noiembrie 1846. Apoi s-au făcut din nou alegeri, în care Bibescu a dobândit în Adunare o majoritate prietenoasă. La fel de rău a fost primită încercarea lui de a introduce limba franceză ca limbă de predare în școlile superioare. Revoluția Franceză de la 1848, se repercutează și în București. După citirea Proclamației de la Islaz (9 iunie), ea este impusă și domnului la București. Bibescu a fost indecis, nu a trecut nici de partea revoluției și nici nu a înăbușit-o, astfel încât este nevoit să abdice la 13/25 iunie 1848 și să părăsească țara plecând în Transilvania.
S-a căsătorit prima dată cu Zoe Brâncoveanu, născută Mavrocordat. La 12/24 decembrie 1827 s-a născut primul copil, Grigore Bibescu, care primește numele de la nașul său banul Brâncoveanu. A doua oară se căsătorește cu Marițica Văcărescu-Ghica la 21 septembrie 1845, la Focșani.
Maria Bibescu, contesă de Montesquiou-Fézensac este una dintre fiicele domnitorului Gheorghe Bibescu cu a doua sa soție, Marițica Văcărescu-Ghica. Pe o porțiune din moșia ei din nordul Bucureștiului au fost înființate în secolul al XX-lea Aeroportul Băneasa și cartierul Băneasa de azi.
Georges Bibescu, fiul lui Gheorghe Bibescu, a ajuns ofițer în armata franceză.

## Galerie imagini

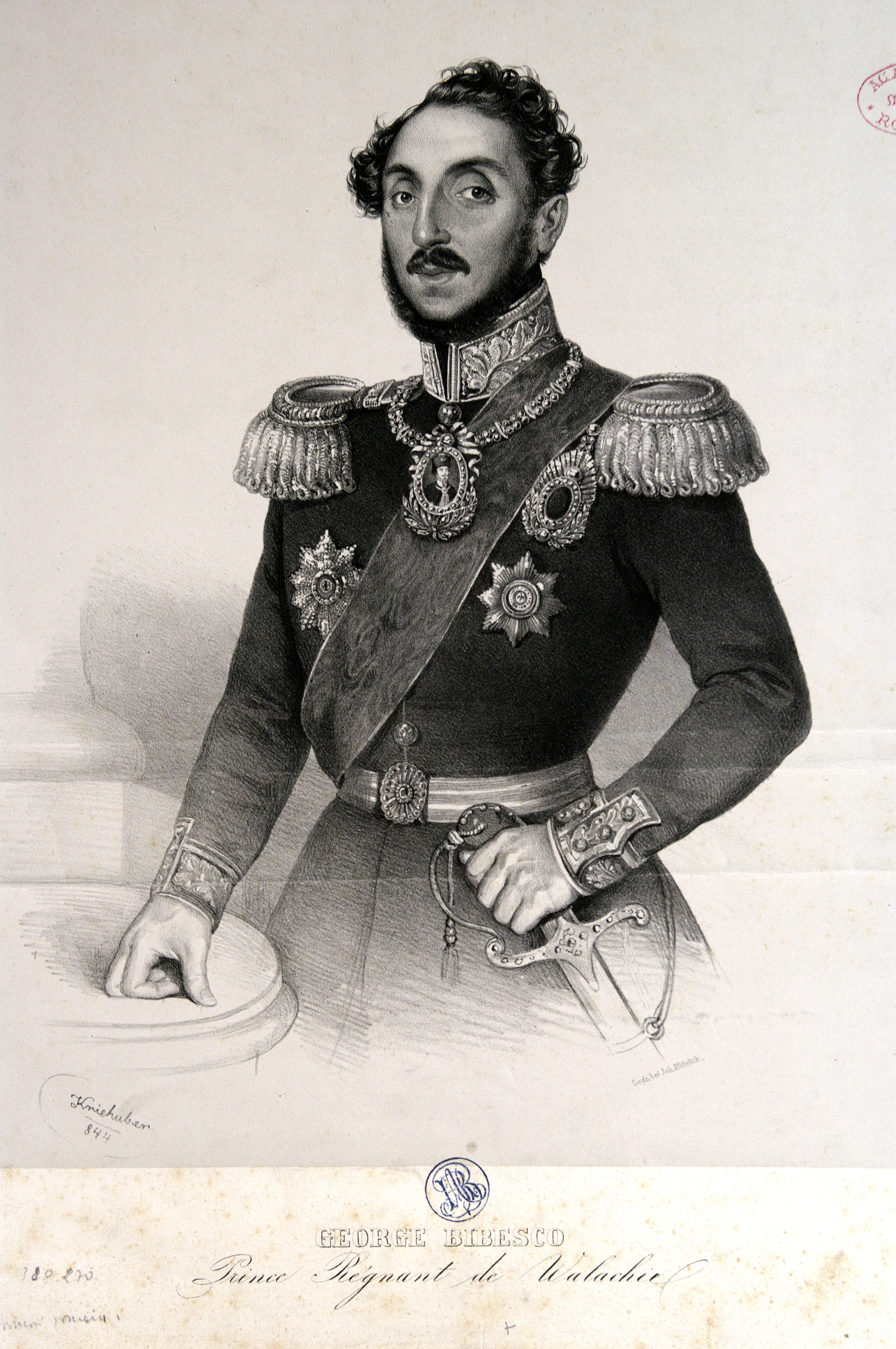
Gheorghe Bibescu în 1844
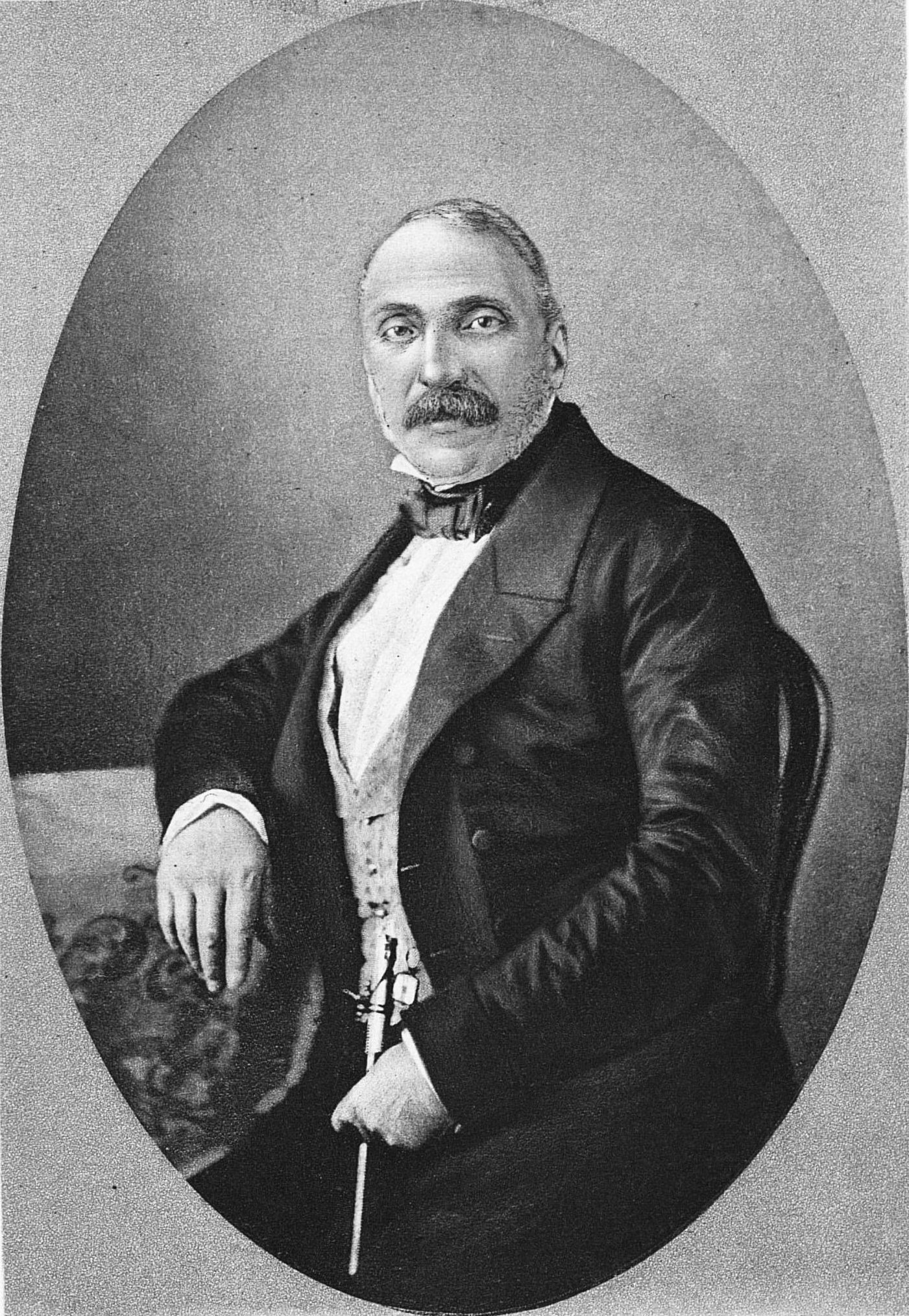
Gheorghe Bibescu în 1860
Zoe Brâncoveanu, prima soție lui Gheorghe Bibescu
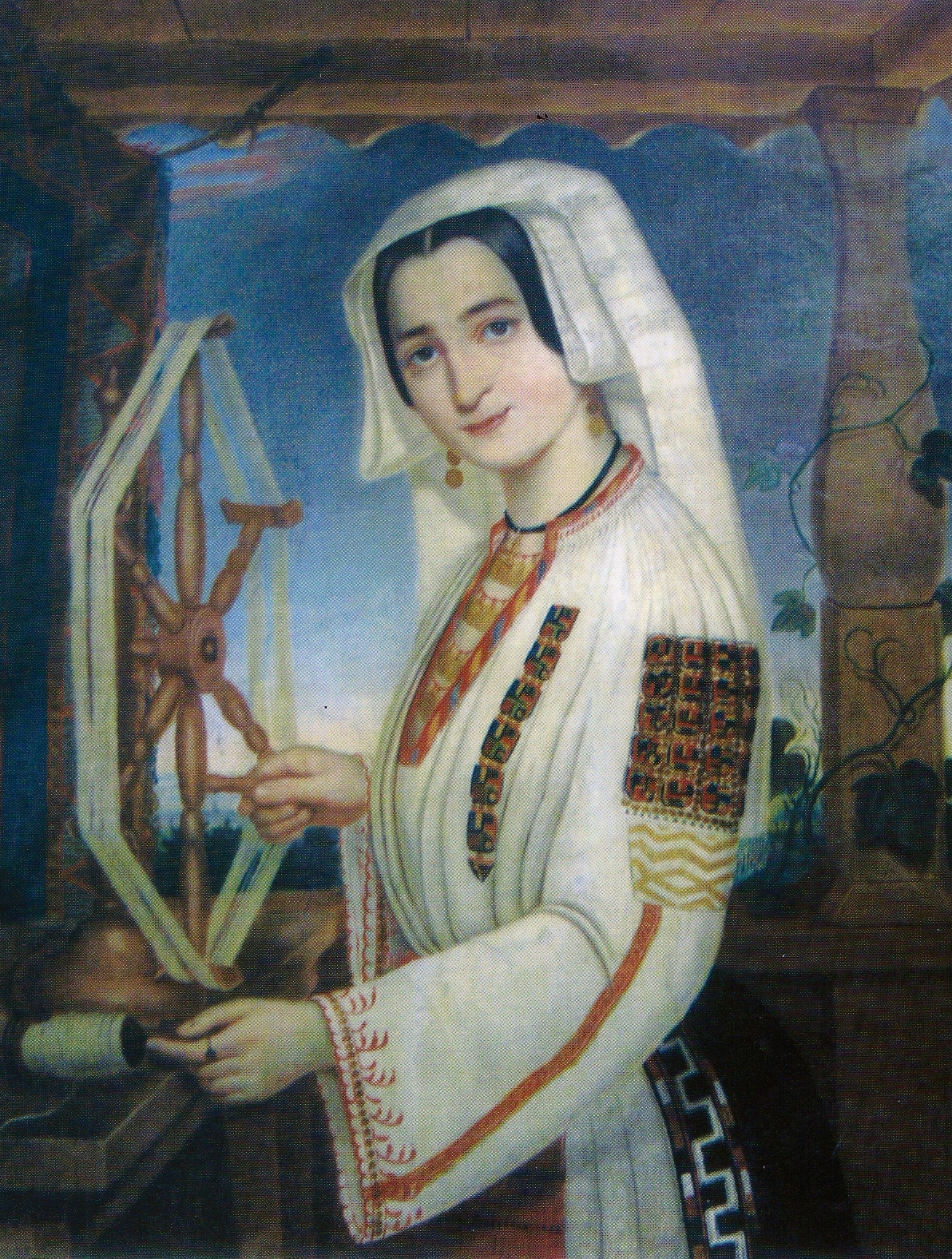
Marițica Văcărescu, a doua soție lui Gheorghe Bibescu, portret de Constantin Lecca